# قوة الصواريخ لجيش التحرير الشعبي
قوة الصواريخ لجيش التحرير الشعبي (بالصينية: 中国人民解放军火箭军)، سابقًا فرق المدفعية الثانية أو وحدة المدفعية الثانية (بالصينية:第二炮兵部队) هي قوة الصواريخ الاستراتيجية في جيش التحرير الشعبي الصيني.
قوة الصواريخ لجيش التحرير الشعبي الصيني (PLARF) هي الفرع الرابع لجيش التحرير الشعبي، ومسئولة عن ترسانة الصين من الصواريخ الباليستية والفرط صوتية والصواريخ المجنحة البرية، النووية والتقليدية. تأسس هذا الفرع في الأول من يوليو عام ١٩٦٦م، وظهر لأول مرة علنًا في الأول من أكتوبر عام ١٩٨٤م. يقع مركز قيادة فرق المدفعية في كونجهي، بكين.
تمتلك الصين أكبر ترسانة صواريخ برية في العالم. ووفقًا لتقديرات وزارة الدفاع الأمريكية، يشمل هذا 400 صاروخ جوال (كروز) يُطلق من الأرض، و900 صاروخ باليستي قصير المدى مزود بأسلحة تقليدية، و1,300 صاروخ باليستي متوسط المدى تقليدي، و500 صاروخ باليستي متوسط المدى تقليدي، بالإضافة إلى 400 صاروخ باليستي عابر للقارات. العديد من هذه الصواريخ دقيقة للغاية، مما يسمح لها بتدمير الأهداف حتى بدون الرؤوس الحربية النووية.

يقدر مخزون الصين من الأسلحة النووية بحوالي 500 إلي 600 سلاح نووي. حوالي 90.000 إلى 120.000 شخص يعملون في القوة الصاروخية.

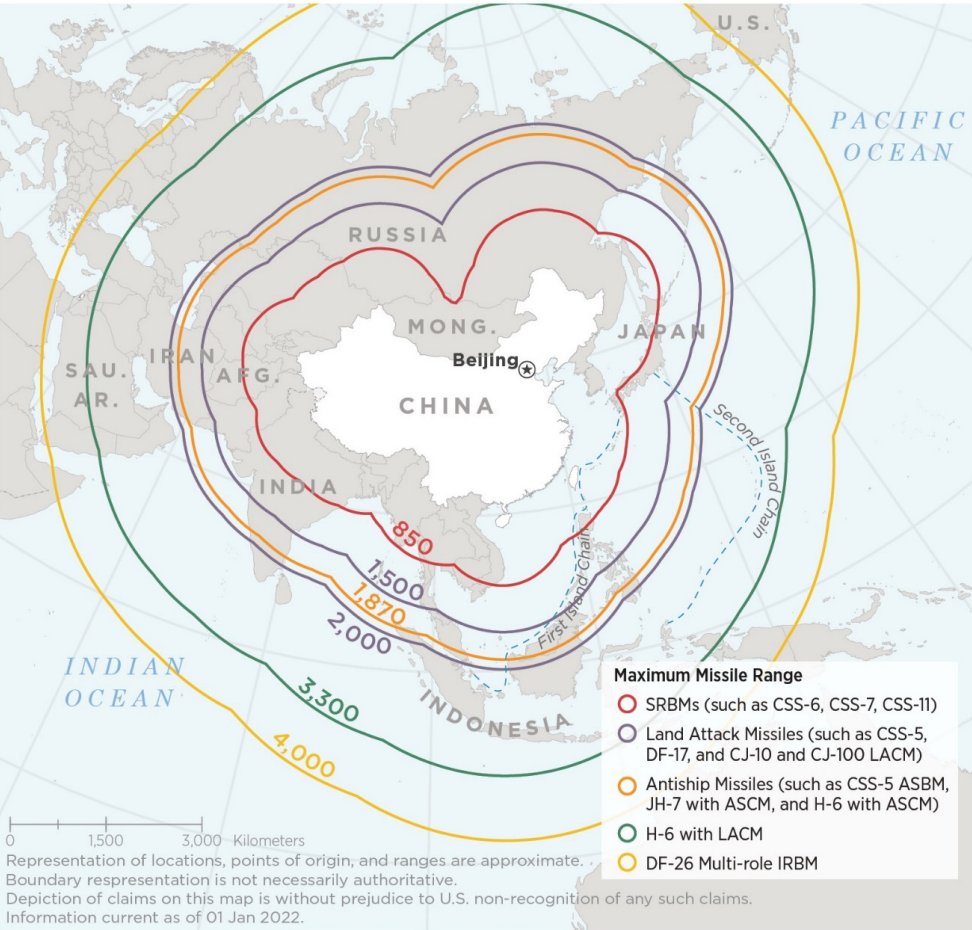
مدى الصورايخ الصينية التقليدية اعتبارًا من عام 2022م.
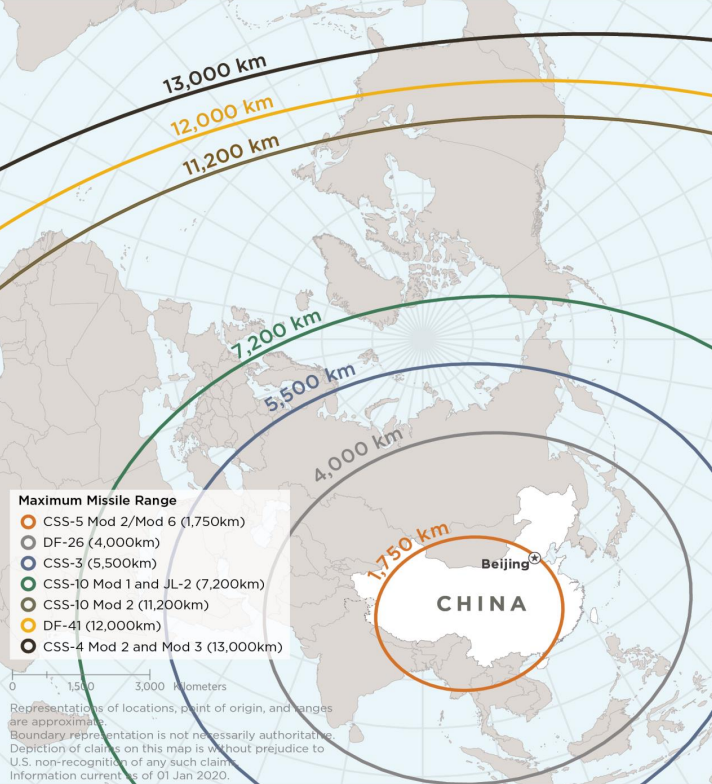
مدى الصورايخ الصينية البالستية اعتبارًا من عام 2022م.

قائمة الصواريخ الصينية
| الصاروخ | إسم حلف شمال الأطلسي     | النوع          | العدد | الرأس الحربي         | تعليقات                                      |
| ------- | ------------------------ | -------------- | ----- | -------------------- | -------------------------------------------- |
| CJ-10   | CH-SSC-9 Mod 1           | Cruise missile | ~72   | Conventional         |                                              |
| CJ-10A  | CH-SSC-9 Mod 2           | Cruise missile | ~72   | Conventional         |                                              |
| CJ-100  | CH-SSC-13                | Cruise missile | ~54   | Conventional         |                                              |
| DF-5A   | CSS-4 Mod 2              | ICBM           | 18+   | Nuclear              |                                              |
| DF-5B   | CSS-4 Mod 3              | ICBM           | 18+   | Nuclear              |                                              |
| DF-5C   | CSS-4 Mod 4 (uncertain)  | ICBM           | 18+   | Nuclear              |                                              |
| DF-11A  | CSS-7                    | SRBM           | ~108  | Conventional         |                                              |
| DF-15B  | CSS-6                    | SRBM           | ~81   | Conventional         |                                              |
| DF-16   | CSS-11                   | SRBM           | ~36   | Conventional         |                                              |
| DF-17   | CSS-22                   | MRBM           | ~48   | Conventional         | Carries DF-ZF hypersonic glide vehicle (HGV) |
| DF-21C  | CSS-5                    | MRBM           | ~30   | Conventional         |                                              |
| DF-21D  | CSS-5                    | MRBM           | ~30   | Conventional         |                                              |
| DF-26   | CSS-18                   | IRBM           | 140+  | Conventional/nuclear |                                              |
| DF-27   |                          | IRBM           |       | Conventional/nuclear | Carries HGV                                  |
| DF-31   | CSS-10 Mod 1             | ICBM           | ~6    | Nuclear              | Silo-based                                   |
| DF-31A  | CSS-10 Mod 2 (uncertain) | ICBM           | ~24   | Nuclear              |                                              |
| DF-31AG | CSS-10 Mod 2 (uncertain) | ICBM           | ~56   | Nuclear              |                                              |
| DF-41   | CSS-20                   | ICBM           | ~36   | Nuclear              |                                              |

## اقرأ أيضاً
- دول نووية
- قوات الصواريخ الاستراتيجية (روسيا)
- قيادة الولايات المتحدة الاستراتيجية (الولايات المتحدة)